# Amerikansk nattskatta
Amerikansk nattskatta (Solanum americanum) är en potatisväxtart som beskrevs av Philip Miller. Amerikansk nattskatta ingår i släktet skattor som ingår i familjen potatisväxter. Arten förekommer tillfälligt i Sverige, men reproducerar sig inte. Inga underarter finns listade i Catalogue of Life.

## Bildgalleri

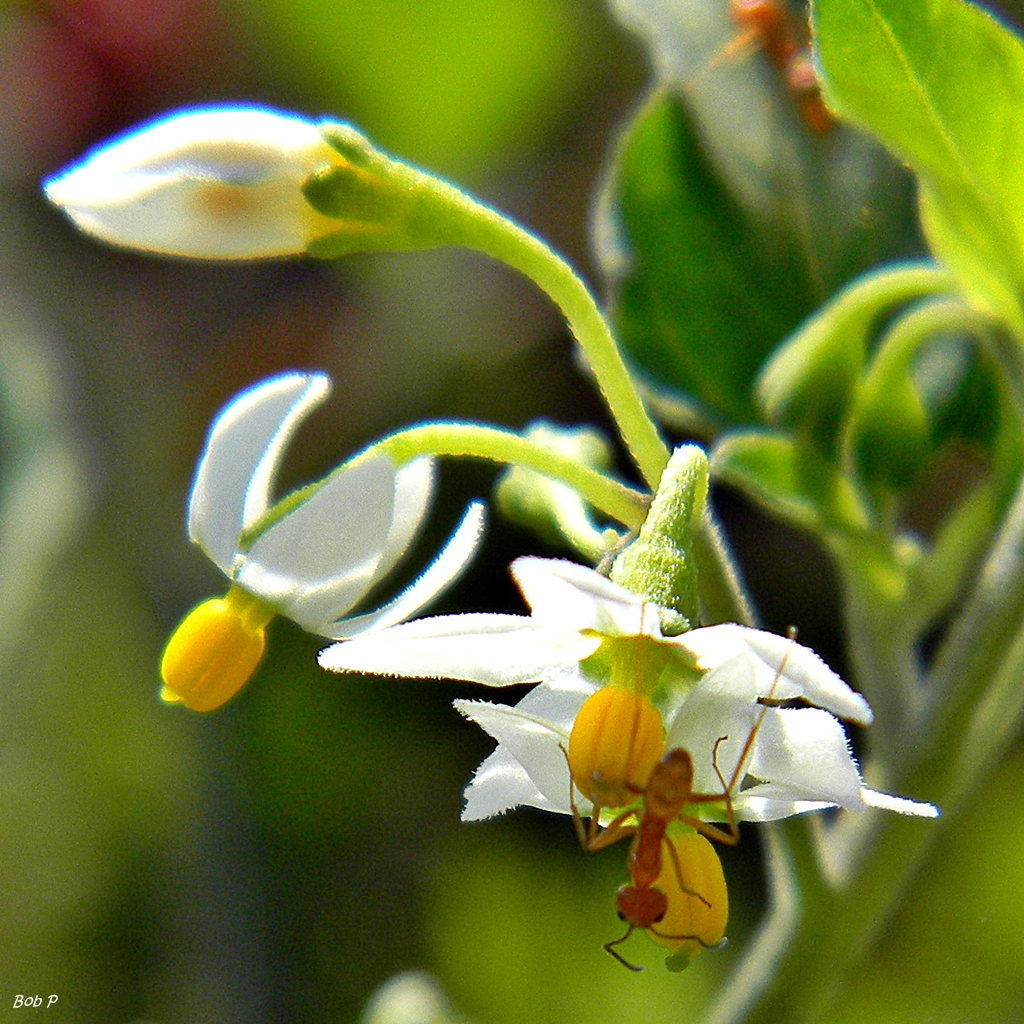
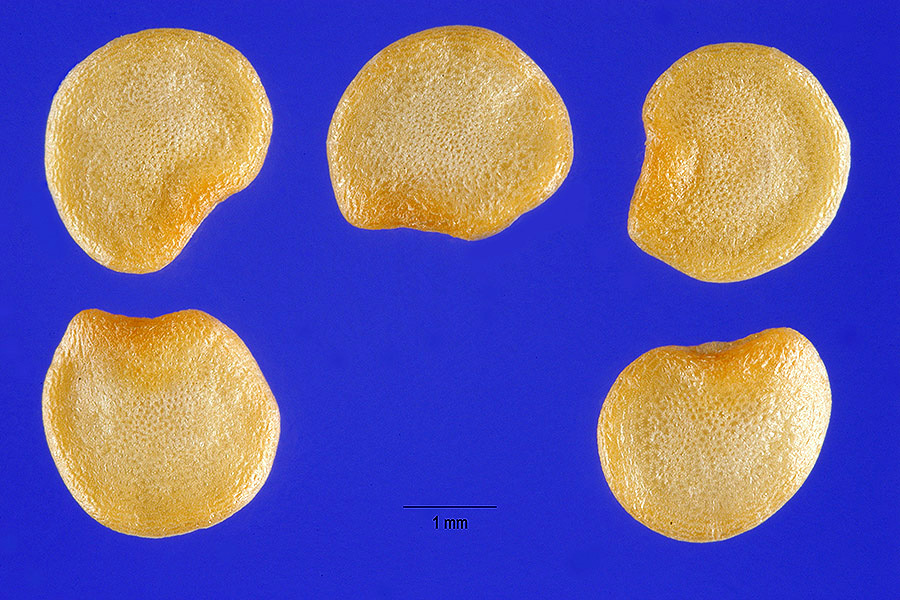
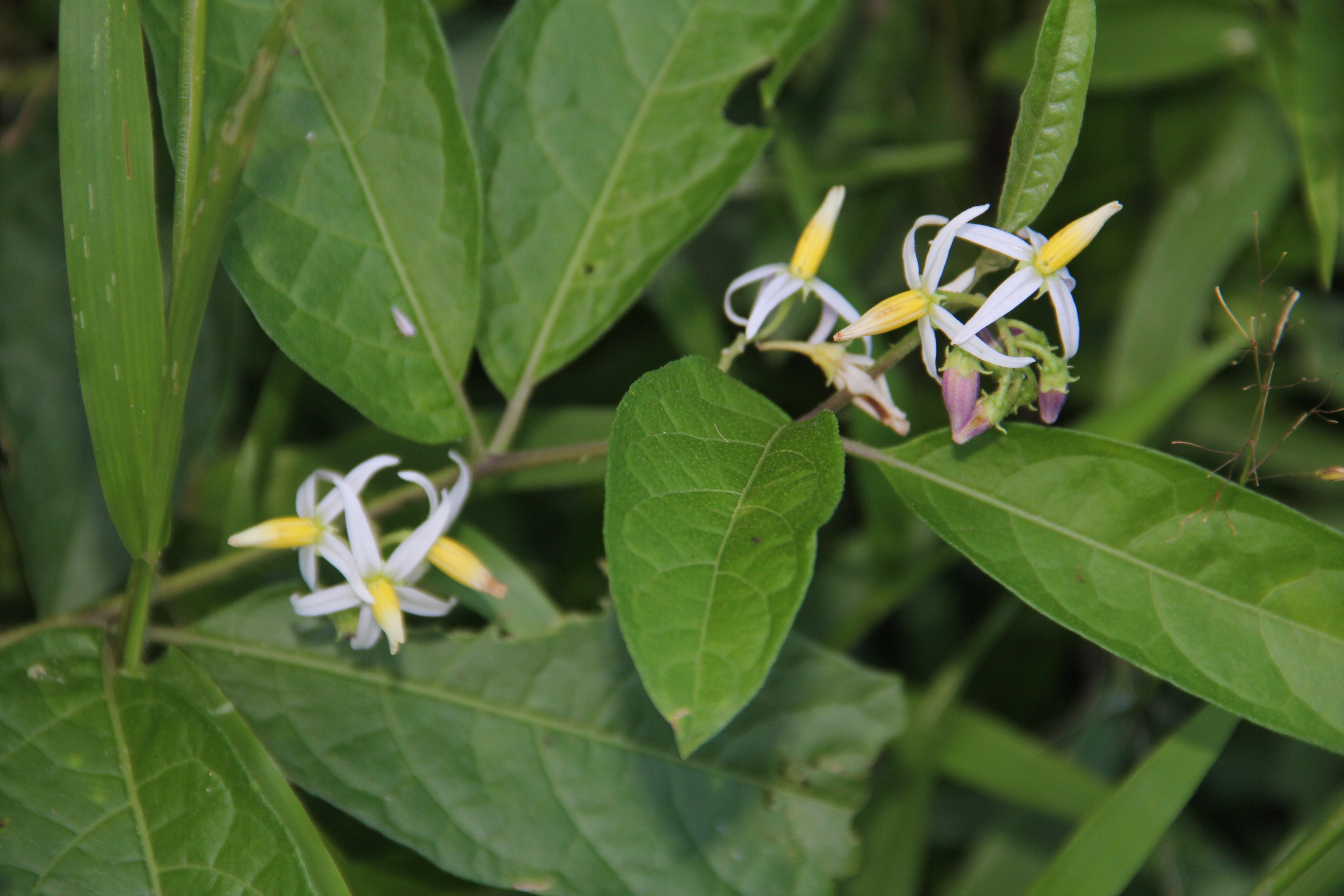
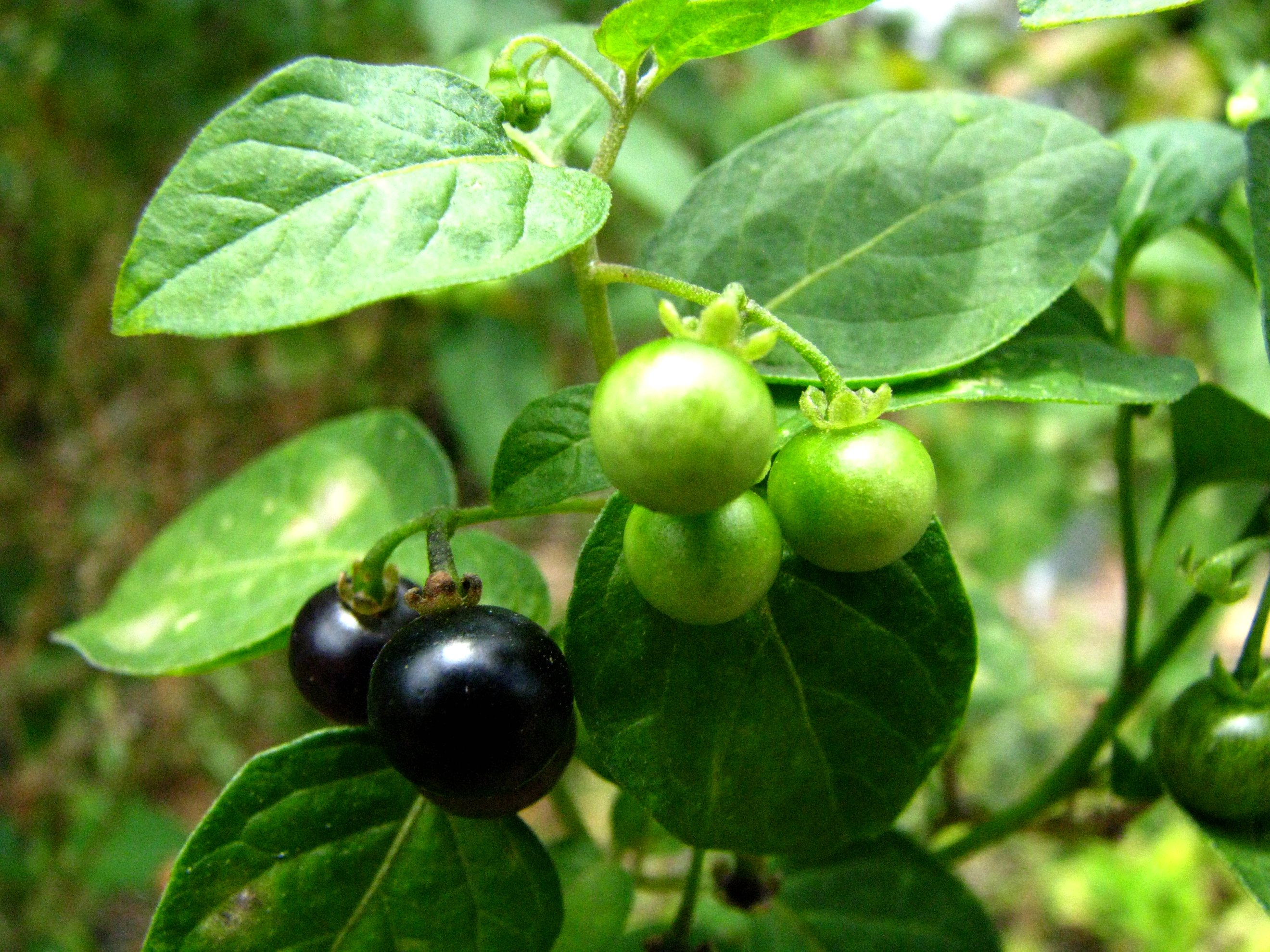
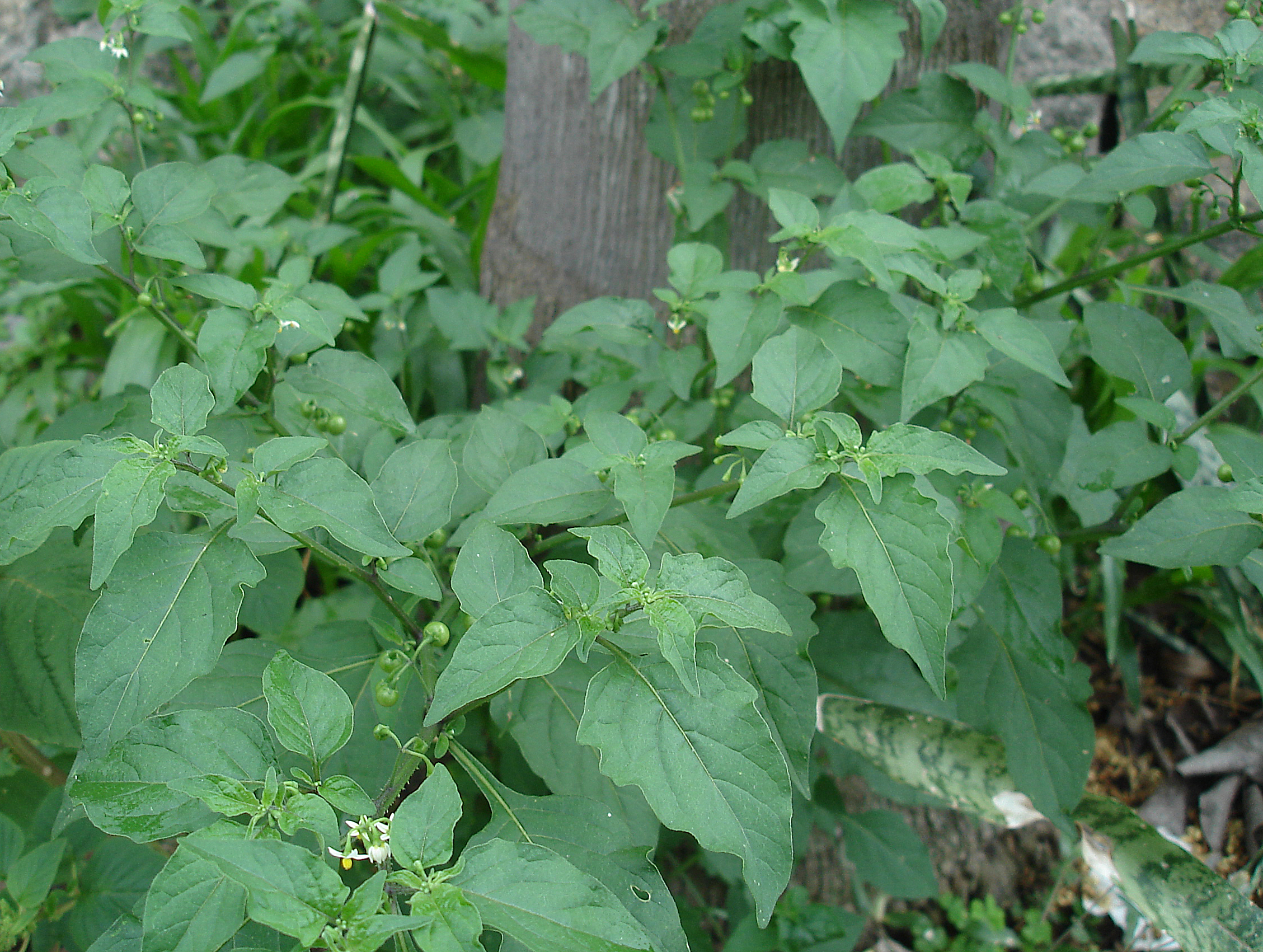
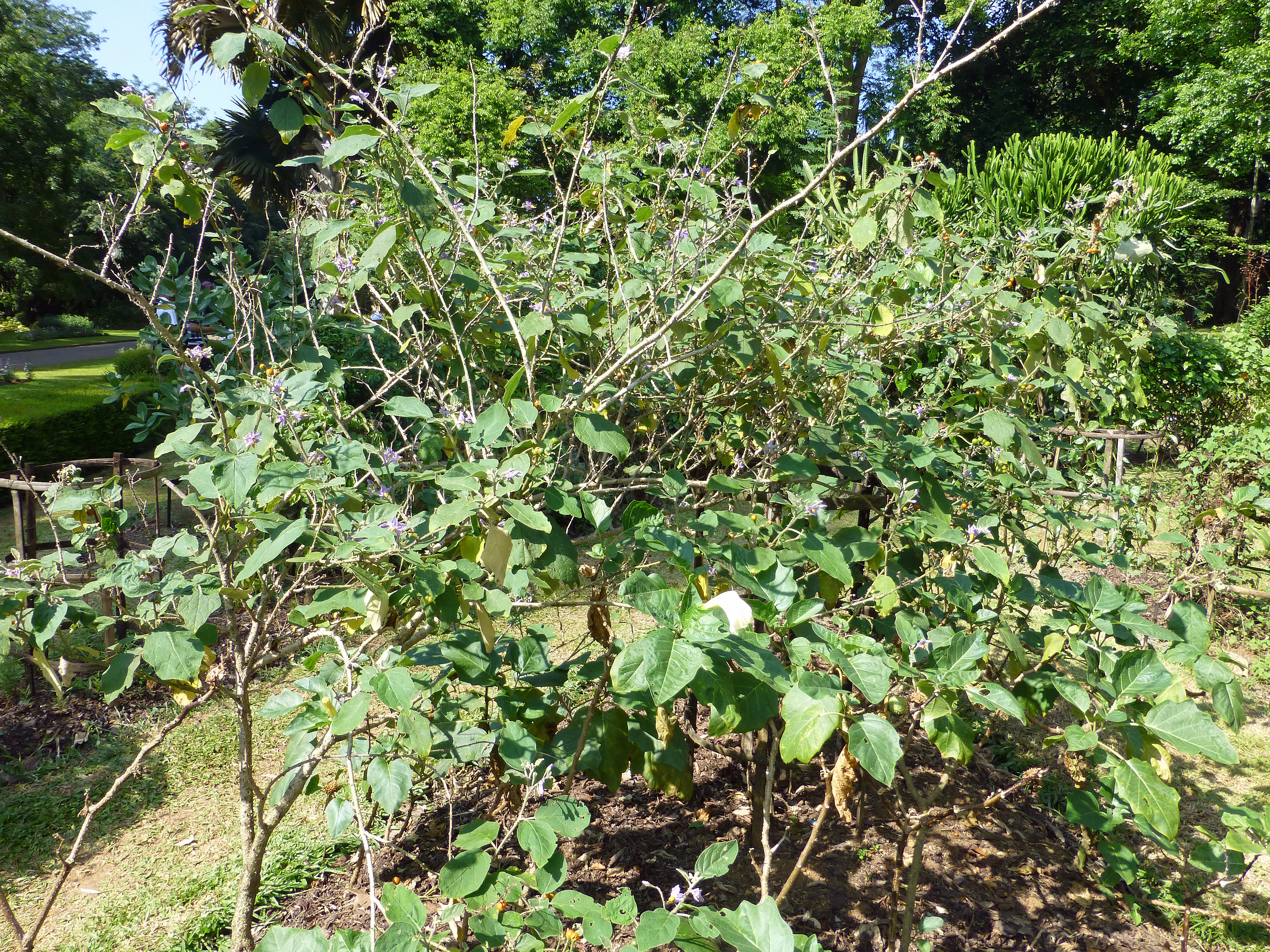